# John Henry Luers

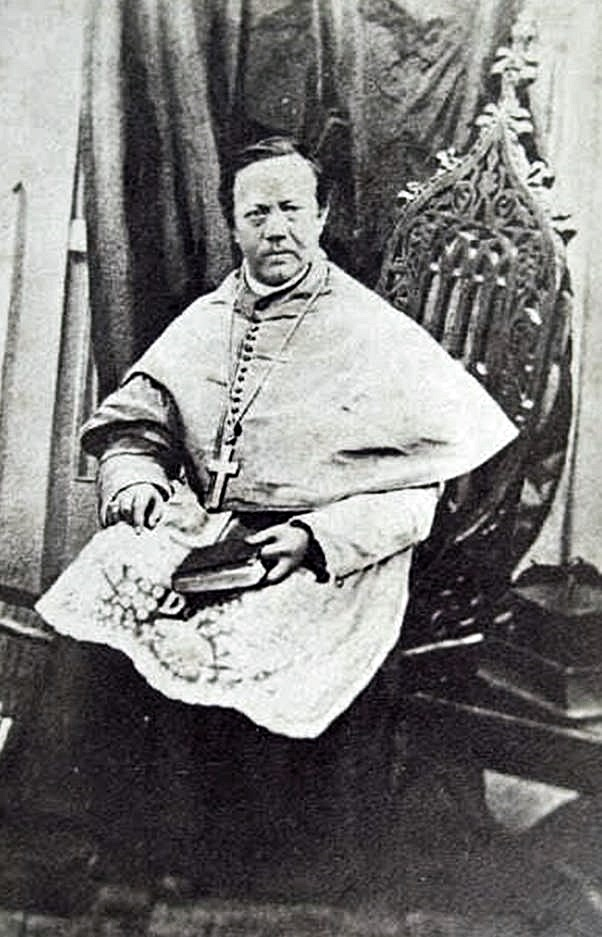
Bischof John Henry Luers, 1859

John Henry Luers (* 29. September 1819 in Lutten, Oldenburger Münsterland, Deutschland; † 29. Juni 1871 in Cleveland, Ohio) war ein deutsch-US-amerikanischer Geistlicher und der erste römisch-katholische Bischof von Fort Wayne.

## Leben
Als Johann Heinrich Lüers geboren wanderte er im Jahr 1833 mit seiner Familie in die USA aus, wo er zunächst in Piqua (Ohio) lebte und als Verkäufer, Hilfskoch und Schreiber arbeitete. Durch eine Begegnung mit dem Bischof von Cincinnati, John Baptist Purcell, öffnete sich für ihn der Weg zu höherer Schulbildung und zum Priestertum. Bischof Purcell spendete ihm am 11. November 1846 das Sakrament der Priesterweihe.
Papst Pius IX. ernannte ihn am 22. September 1857 zum ersten Bischof von Fort Wayne. Die Bischofsweihe spendete ihm der inzwischen zum Erzbischof ernannte John Baptist Purcell am 10. Januar des folgenden Jahres; Mitkonsekratoren waren der Bischof von Covington, George Aloysius Carrell SJ, und der Bischof von Vincennes, Jacques-Maurice des Landes d’Aussac De Saint Palais.
Als Bischof widmete sich Luers dem Aufbau von Pfarreien, gründete ein Waisenhaus und ließ die Kathedrale in Fort Wayne errichten. Während einer Reise nach Cleveland, wo er während der dortigen Sedisvakanz Weihen spendete, erlitt er einen Schlaganfall und verstarb am Ort.